# Picorin
Picorin（ピコリン、1969年6月6日 - ）は、ソロボーカリスト。Cutemen、Love The Candy's、East Land Everlasting Picnic Orchestra、Sooty Tool（ソロ・ユニット）のボーカルである。
福島県西白河郡矢吹町出身。福島県立白河高等学校卒業。

## 人物
白河高校在学中に友人とテクノユニットを結成。白河高校軽音楽部のコンサートが初ステージとして伝説に残る。ユニットは自然消滅。
専門学校の掲示板でオーディションを受けた。その相手がCMJKであったという説が巷で言い伝えられている。
1991年11月21日 Cutemenとして シングル#CDシングル 「Love Deeep Inside」 でメジャーデビュー。
1993年発売された書誌「ピコエンタテインメントVol.1」にも取り上げられており、現代における日本のテクノ・エレクトロ・シンセ等ポップミュージックの礎を築いてきた立役者の一人。
1994年以降、Cutemenは充電期間（事実上の活動休止）に入り、Picorinは引退状態とも囁かれたが、2001年にマキシシングルを発表。
2015年 元SOFT BALLETの藤井麻輝（睡蓮）、森岡賢（KEN.MORIOKA）のユニット“minus(-)”の2ndアルバムにもゲストボーカルとしてフィーチャリングされた。
2016年 Cutemenの結成25周年を迎え本格的に再始動。
平行し、テクノポップユニットLove The Candy'sでの作品発表及び半定期的なライブ活動を開始。
その他、HAAPとのコラボレーションによるカバー作品、ゲストボーカルでのライブ出演など活動を広げている。

## ディスコグラフィ

### シングル
（レーベル：エンドルフィン）
- Love Deeep Inside（1991/11/21）

1. ラヴ・ディープ・インサイド
2. ダブ・ディープ・インサイド
3. ラヴ・ディープ・インサイド（バック・トラックス）

- 3-D on CD（1993/5/21）

1. 3D-ON CD（ラジオ・スター・ミックス）
2. フューチャー・イズ・アワーズ

- Never Land（1993/9/22）

1. ネヴァー・ランド
2. タイムズ・アップ（ENZO・ミックス）

### マキシシングル
（レーベル：uphoniq）
- Waiting for Love（2001/12/05）

1. Waiting For Love （Original Version）
2. Waiting For Love （Radio Edit）
3. Waiting For Love （21st August Mix）
4. Waiting For Love （Tribal Dub）
5. Waiting For Love （JK’s Steppin’ Tone）
6. Waiting For Love （Trip Bird Mix）
7. Waiting For Love （Original Version Instrumental）
8. W+4+L

- Different Nation Under the Different Groove（2002/10/23）

1. DIFFERENT NATION UNDER THE DIFFERENT GROOVE （MONDAY MIX）
2. DIFFERENT NATION UNDER THE DIFFERENT GROOVE （TUESDAY MIX）
3. DIFFERENT NATION UNDER THE DIFFERENT GROOVE （WEDNESDAY MIX）
4. DIFFERENT NATION UNDER THE DIFFERENT GROOVE （THURSDAY MIX）
5. DIFFERENT NATION UNDER THE DIFFERENT GROOVE （FRIDAY MIX）

### ミニアルバム
（レーベル：エンドルフィン）
- age of E（1992/1/21）

1. コーリング・アップ
2. レッツ・ゴー!
3. グルーヴィ・タイム
4. ラヴ・ディープ・インサイド（日本語オリジナル・ヴァージョン）
5. コーリング・アップ（C.イーストウッド・ミックス）
6. レッツ・ダブ!
7. ラヴ・ディープ・インサイド（リプライズ）

- Covers&Mellow Tunes（1992/12/16）

1. ザ・ハーティング
2. ポーラー・ベアー
3. リラックス
4. パーフェクト・ストレンジャー
5. ラヴ
6. W4L
7. パーフェクト・ストレンジャー（フライング･ダブ）

### アルバム
（レーベル：エンドルフィン）
- Check Manifest（1992/7/22）

1. オクトーバー・ソング
2. CMソング
3. アイム・ヒア
4. トイ・ウィズ・ミー
5. プリーズ,プリーズ,プリーズ
6. テンダネス
7. オー・イェー’92
8. オレンジ
9. アース・エナジー,エクスタシー
10. 笑わないで
11. サンフランシスコ
12. ピコリン・イン・ザ・スペース

- Futurity（1993/7/7）

1. ゴー・ユア・ウェイ
2. トライバル・ビート
3. フレンズ
4. 3-D・オン・CD(Junorbit Mix)
5. トーメント
6. タイムズ・アップ
7. RESON8
8. フューチャー・イズ・アワーズ(Submarine Mix)
9. エンジョイ・ザ・ライフ
10. マイ・ハート

- Humanity（2016年11月23日）

1. Get Ready (For The Childhood's End)
2. Celebration
3. Born To Love You
4. 終末時計
5. Love Is All That Matters
6. Different Nation Under The Different Groove
7. Get Ready (For The Humanity's End)
8. Gasoline Car
9. Loser
10. Mind Wandering
11. The Light
12. Sayonara
13. 出発の歌(ボーナストラック[4])

- Cruel Memories -The Best & Rarities-（2016年11月23日）

1. Love Deeep Inside
2. Go Your Way
3. Tribal Beat
4. I'm Here
5. Please, Please, Please
6. 3-D ON CD (Radio Star Mix)
7. Waiting For Love (Original Version 2001)
8. October Song
9. Let's Dub!
10. Perfect Stranger
11. My Heart
12. Never Land
13. CM Song (Live Version)
14. Drop In The Ocean
15. Waiting For Love
16. Where's Wally?

- Exhibition Of Love & Desire（2017年9月6日）

1. Love From Different Dimension
2. M.O.T.S.U
3. Sympathizer
4. Forever
5. Good Vibrations
6. Cucumber
7. It’s Not Love
8. Heat Of Love
9. Hurt Me
10. Contact

### ビデオ
（レーベル：エンドルフィン）
- CM Songs（1992.09.23）

1. アイム・ヒア （クリップ）
2. オクトーバー・ソング1
3. プリーズ・ザ・ブレイン・ライヴ1
4. ロンドン・フィルム1
5. プリーズ・ザ・ブレイン・ライヴ2
6. ロンドン・フィルム2
7. オレンジ
8. CMソング1
9. オクトーバー・ソング （ロンドン・ザ・ブレイン・ライヴ）
10. CMソング2
11. アイム・ヒア （ロンドン・ザ・ブレイン・ライヴ）
12. プリーズ・アコースティック・ヴァージョン1
13. トイ・ウィズ・ミー
14. 情報局 （BGM：テンダネス、オー・イエー’92）
15. プリーズ・ザ・ブレイン・ライヴ3
16. オクトーバー・ソング2
17. プリーズ・アコースティック・ヴァージョン2
18. プリーズ・プリーズ・プリーズ （クリップ）
19. エンディング

## タイアップ

### テレビ番組
- 「LOVE DEEEP INSIDE」 - 鎌倉恋愛委員会 オープニング・テーマ / TBS
- 「ネヴァー・ランド」 - Mutoma JAPAN オープニング・テーマ / tvk
- 「出発の歌」 - アニメ「コンクリート・レボルティオ～超人幻想～」挿入歌 / TOKYO MX

## その他
- クラブイベント“E-FORCE”